# 徐沟县
徐沟县，中国古旧县名。
金朝大定二十九年（1189年）置，治所在今山西省清徐县东南徐沟镇。属太原府。元朝，属冀宁路。明朝和清朝时，仍属太原府。清朝乾隆二十八年（1763年），清源县并入。民国时，两度复置清源县。同属山西省。1949年起，属汾陽專區。1951年，划入榆次专区。1952年，与清源县合并，改设清徐县。 